# Limpias
Limpias est une ville espagnole située dans la communauté autonome de Cantabrie.

## Personnalités liées à la commune
- Pura Maortua (1883-1972), metteure en scène de théâtre, est née à Limpias.